# Campeonato Mundial de Piragüismo en Eslalon de 2022
El XLII Campeonato Mundial de Piragüismo en Eslalon se celebró en Augsburgo (Alemania) entre el 26 y el 31 de julio de 2022 bajo la organización de la Federación Internacional de Piragüismo (ICF) y la Federación Alemana de Piragüismo.
Las competiciones se realizaron en el canal de piragüismo Augsburg Eiskanal.
Los piragüsitas de Rusia y Bielorrusia fueron excluidos de este campeonato debido a la invasión rusa de Ucrania.

## Medallistas

### Masculino
| Evento                 | Oro                                                           | Plata                                                                       | Bronce                                                                  |
| ---------------------- | ------------------------------------------------------------- | --------------------------------------------------------------------------- | ----------------------------------------------------------------------- |
| K1 individual (30.07)  | Vít Přindiš · República Checa · 94,78 pts.                    | Giovanni De Gennaro · Italia · 95,49 pts.                                   | Boris Neveu Francia 95,75 pts.                                          |
| C1 individual (31.07)  | Sideris Tasiadis · Alemania · 101,05                          | Alexander Slafkovský · Eslovaquia · 102,23                                  | Franz Anton · Alemania · 102,66                                         |
| K1 por equipos (27.07) | Hannes Aigner · Noah Hegge · Stefan Hengst · Alemania · 91,90 | Joseph Clarke Christopher Bowers Bradley Forbes-Cryans Reino Unido 93,68    | Boris Neveu Titouan Castryck Malo Quéméneur Francia 95,67               |
| C1 por equipos (27.07) | Benjamin Savšek Luka Božič Anže Berčič Eslovenia 95,48        | Matej Beňuš · Marko Mirgorodský · Alexander Slafkovský · Eslovaquia · 98,42 | Roberto Colazingari · Raffaello Ivaldi · Paolo Ceccon · Italia · 100,64 |

### Femenino
| Evento                 | Oro                                                                             | Plata                                                       | Bronce                                                                       |
| ---------------------- | ------------------------------------------------------------------------------- | ----------------------------------------------------------- | ---------------------------------------------------------------------------- |
| K1 individual (30.07)  | Ricarda Funk · Alemania · 101,14 pts.                                           | Jessica Fox Australia 102,45 pts.                           | Elena Lilik · Alemania · 103,99 pts.                                         |
| C1 individual (31.07)  | Andrea Herzog · Alemania · 111,72                                               | Jessica Fox Australia 112,64                                | Mallory Franklin Reino Unido 117,05                                          |
| K1 por equipos (27.07) | Ricarda Funk · Elena Lilik · Jasmin Schornberg · Alemania · 102,78              | Eva Terčelj Eva Alina Hočevar Ajda Novak Eslovenia 105,26   | Klaudia Zwolińska · Natalia Pacierpnik · Dominika Brzeska · Polonia · 109,25 |
| C1 por equipos (27.07) | Gabriela Satková · Tereza Fišerová · Martina Satková · República Checa · 115,35 | Elena Lilik · Andrea Herzog · Nele Bayn · Alemania · 116,85 | Mallory Franklin Kimberley Woods Sophie Ogilvie Reino Unido 117,85           |

### Eslalon extremo
| Evento               | Oro                       | Plata                       | Bronce                            |
| -------------------- | ------------------------- | --------------------------- | --------------------------------- |
| K1 masculino (31.07) | Joseph Clarke Reino Unido | Anatole Delassus Francia    | Stefan Hengst · Alemania          |
| K1 femenino (31.07)  | Jessica Fox Australia     | Kimberley Woods Reino Unido | Mònica Dòria Vilarrubla · Andorra |

## Medallero
| Núm. | País            | Oro | Plata | Bronce | Total |
| ---- | --------------- | --- | ----- | ------ | ----- |
| 1    | Alemania        | 5   | 1     | 3      | 9     |
| 2    | República Checa | 2   | 0     | 0      | 2     |
| 3    | Reino Unido     | 1   | 2     | 2      | 5     |
| 4    | Australia       | 1   | 2     | 0      | 3     |
| 5    | Eslovenia       | 1   | 1     | 0      | 2     |
| 6    | Eslovaquia      | 0   | 2     | 0      | 2     |
| 7    | Francia         | 0   | 1     | 2      | 3     |
| 8    | Italia          | 0   | 1     | 1      | 2     |
| 9    | Andorra         | 0   | 0     | 1      | 1     |
| 9    | Polonia         | 0   | 0     | 1      | 1     |
|      | TOTAL           | 10  | 10    | 10     | 30    |